# عامل إنشاء
عامل إنشاء هو تاجر، مهني، محترف، أو موظف في مجال الإنشاءات و البنية التحتية.

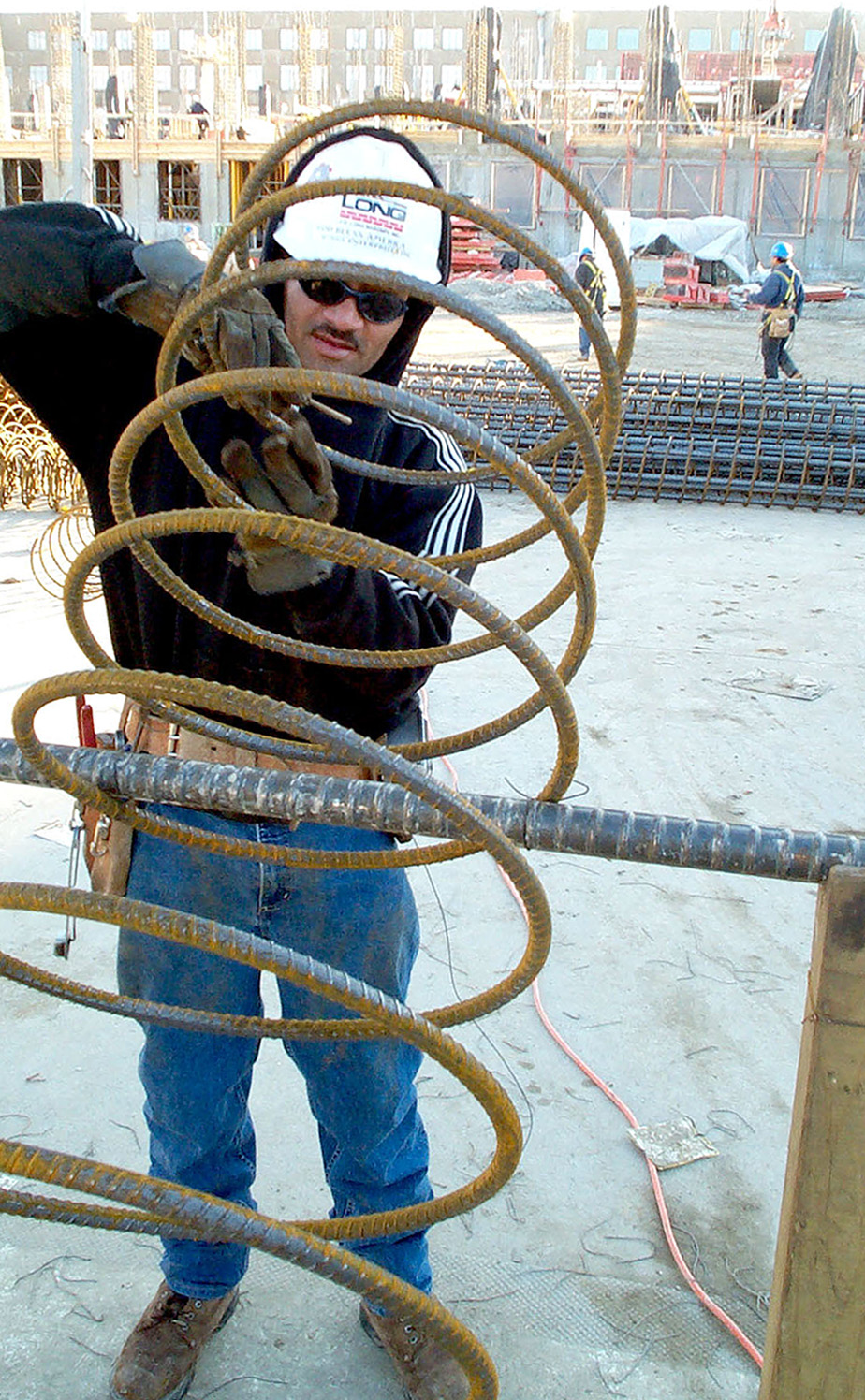
مثبت فولاذ في موقع الإنشاء.

## توصيف الوظيفة
مصطلح عامل الإنشاء هو مصطلح عام، غالبية العمال يكون اسمه من اسم العمل الذي يقوم به. غالباً يشار إليهم باسم «عمال قبعات الصعبة».

## أعمالهم
أعمال عمال الإنشاءات كثيرة منها:
- نجارة.
- كهرباء.
- مثبت الفولاذ.
- تشطيب الوجهات.
- سباكة (توضيح).
- نقاشة.
- لحام (مهنة).

## السلامة
السلامة أثناء الإنشاء مهمة جداً، لهذا يجب أن يكون كل العمال متعلمون ومدربون علي كيفية تفادي الحوادث و الإصابات في موقع الإنشاء.